# 4977 Раутгундіс
4977 Раутгундіс (4977 Rauthgundis) — астероїд головного поясу, відкритий 24 вересня 1960 року.
Тіссеранів параметр щодо Юпітера — 3,582.